# Polystachya rupicola
Polystachya rupicola là một loài thực vật có hoa trong họ Lan. Loài này được Brade miêu tả khoa học đầu tiên năm 1951.